# Famille Burin des Roziers
Pour les articles homonymes, voir Burin (homonymie) et Roziers.
La famille Burin des Roziers anciennement Burin-Desroziers est une famille subsistante d'ancienne bourgeoisie française, originaire d'Auvergne.
Cette famille compte parmi ses membres des avocats, un président de tribunal, un membre du Conseil d'État, un secrétaire général de l'Élysée, un vice-amiral d'escadre et préfet maritime, deux ambassadeurs, deux généraux de brigade, des maires et des conseillers généraux.

## Historique
Cette famille d'ancienne bourgeoisie originaire d'Auvergne, est mentionnée à La Tour-d'Auvergne dans le département du Puy-de-Dôme depuis la fin du XVIIIe siècle.
Gustave Chaix d'Est-Ange écrit que les Burin des Roziers sont une branche d'une famille Burin qui reconnaît pour premier auteur Louis Burin (1657-1693), sieur du Buisson. Il ajoute qu'aucune des branches de cette famille Burin n'a été anoblie, soit par lettres, soit par charges.
À partir de la fin du XIXe siècle une partie de la famille s'installe à Paris où plusieurs de ses membres occuperont de hauts emplois.

## Liens de filiation entre les personnalités notoires
- Michel Burin des Roziers  (1721-1786), bailli de La Tour-d'Auvergne, Puy-de-Dôme[Quoi ?].
  - Laurent Burin des Roziers (1752-1815), avocat, bailli de la baronnie de Latour, administrateur du département du Puy-de-Dôme
    - Michel Victor Burin des Roziers (1784-1832), avocat à la cour d'appel de Riom
      - Hyacinthe Eugène Burin des Roziers (1814-1898), président de chambre à la cour de Paris
        - Amable (1842-1900), membre du Conseil d'État, maire et conseiller général de Pont-du-Château, administrateur de la compagnie "La Providence"
          - André Burin des Roziers (1876-1937), ancien élève de l'École polytechnique (X 1896), directeur général de la compagnie d'assurance "La Providence", rue de la Victoire à Paris, épouse Madeleine Heurteau (1879-1944), fille de Charles Émile Heurteau, ancien élève de l'École polytechnique
            - François Burin des Roziers (1902-1989), ancien élève de l'École polytechnique , directeur de la compagnie "La Providence", épouse Marie de Gouvion Saint-Cyr (1904-1999)
              - Henri Burin des Roziers (1930-2017), frère dominicain, avocat au barreau de Paris, connu au Brésil pour être « l'avocat des sans-terre », chevalier de l'ordre national de la Légion d'honneur
              - Hugues Burin des Roziers (1943-1985), cinéaste.

            - Guy Burin des Roziers (1904-1994), ancien élève de l'École polytechnique.
            - Claude Burin des Roziers (1910-1973), École Navale (Promo 1930), vice-amiral d'escadre , commandant de la zone maritime de l'océan indien, préfet maritime de Cherbourg, grand-officier de la Légion d'Honneur[3], épouse Anne-France de Ladoucette.
              - André Burin des Roziers épouse Marie-Christine des Isnards (1946).
                - Diane Burin des Roziers (1976), diplômée de l'École supérieure des sciences économiques et commerciales.
                - Émeric Burin des Roziers (1980), ancien élève de l'École polytechnique, directeur du développement de la branche “manganèse” d’Eramet, épouse Jacqueline Chamboduc de Saint-Pulgent (1979), ancienne élève de l'École polytechnique, fille de Noël de Saint-Pulgent, ancien élève de l'École polytechnique, président de l'Association d'entraide de la noblesse française, président de La Diana, officier de la Légion d'honneur, et de Maryvonne Le Gallo, diplômée de l'Institut de sciences politiques, ancienne élève de l'École nationale d'administration, conseiller d'État, journaliste et critique musical, correspondant de l'Académie des beaux-arts.

            - Louise Burin des Roziers (1912-1985), épouse Armand de Baudry d'Asson (1910-1998), député de Vendée, fils d'Armand de Baudry d'Asson (1862-1945), député puis sénateur de Vendée, dont postérité.
            - Étienne Burin des Roziers (1913-2012), secrétaire général de l'Élysée (1962-1967), ambassadeur de France en Italie, grand officier de l'ordre national de la Légion d'honneur.
              - Laurent Burin des Roziers (1962), consul général de France à Naples, directeur de l’Institut français "Napoli", ambassadeur de France à Cuba

            - Charlotte Burin des Roziers (1915-2010), épouse Miguel de Yturbe (1904-1989)
            - Jacqueline Burin des Roziers (1921-1989), épouse Cyrille, prince Makinsky (1910-1991), officier de la Légion d'honneur, dont postérité

          - Camille Burin des Roziers (1878-1968)
            - Bernard Burin des Roziers (1916-2011)
              - Patrick Burin des Roziers (1947)
                - Olivier Burin des Roziers (1972), capitaine de vaisseau, commandant du sous-marin Le Vigilant[4].

    - Jean Joseph Burin des Roziers (1786-1855),
      - Guillaume Martin Eugène Burin des Roziers (1813-1889), maire de Massiac, conseiller général du Cantal,
        - Joseph Guillaume Henri Burin des Roziers (1839-1883), avocat,
          - Louis Jean Baptiste Burin des Roziers (1871-1944), général de brigade,
            - Hervé Burin des Roziers (1907-2013), général de brigade.

  - Joseph Burin des Roziers (1786-1855), conseiller général du Puy-de-Dôme,
    - Marcelin Burin des Roziers (1812-1875), avocat, conseiller à la cour d'appel de Riom, député du Puy-de-Dôme, chevalier de la Légion d'honneur
      - Joseph Burin des Roziers (1839-1907), juge à Clermont-Ferrand
        - Octave Burin des Roziers (1878-1933), avocat, maire de Saint-Babel, conseiller général du Puy-de-Dôme, épouse Marcelle Bouvet (1887-1978), fille de Maurice Bouvet, conseiller général et député du Jura, membre de l'Académie d'Agriculture , président de la Société Forestière de Franche-Comté, et de Blanche Burin du Buisson